# 中越国境紛争
中越国境紛争（ちゅうえつこっきょうふんそう）は、中越戦争以降に両国国境の高地（中国名:老山・者陰山）に構築されていたベトナム人民軍の陣地と、これを奪還しようとした中国人民解放軍との間で発生した大規模な軍事衝突である。二つの高地群を中心に戦われたため中華人民共和国では両山戦役と呼ばれている。
戦闘は1984年4月2日の老山陣地に対する中国人民解放軍による砲撃に始まり、
- 第一次 4月2日〜5月15日
- 第二次 6月12日〜7月10日
- 第三次 7月12日〜7月14日

の三次に渡って中越両軍の衝突が発生した。
7月14日のベトナム軍の白兵攻撃で最大規模の交戦が発生したが、砲・ロケット弾の大火力でこれに抗した中国人民解放軍が老山陣地を死守して終結した。

## 衝突までの経緯
中越国境が確定していなかった時代には、老山・者陰山の一帯は中国側の領域と認識されていた。
老山（海抜1422.2m）からはベトナム側のハザン市に伸びる道路が見渡せるため、ベトナムと中華人民共和国の双方はこの地域での優位を確立できる老山・者陰山高地群の重要性を認識しており、中越戦争の緒戦で楊得志司令（当時）指揮下の昆明軍区部隊が占領したが、中国人民解放軍が撤退するとこれを追撃したベトナム軍が奪回し、老山の主峰4箇所と者陰山の1250高地と1052.4高地に恒久的な陣地の構築を進めていた。
中越戦争での苦戦の教訓から、軍制改革と装備の現代化を進めていた鄧小平と、中越戦争での善戦で鄧小平から軍総参謀長職を引き継ぎ、中国共産党中央軍事委員会委員という政・軍の要職に就いていた楊得志は、軍制改革の効果を実戦で確認する場として、また中越戦争での撤退で低下していた中国軍の威信回復のため、そしてなにより国民の前で5年前の雪辱を果たして見せるため、両山の高地群占領を計画した。

## 戦闘の経緯
1984年4月2日、老山のベトナム軍陣地に対する中国人民解放軍の大規模な砲撃によって第一次交戦が開始され、4月27日までの26日間に渡って続けられた。
4月28日には昆明軍管区第14軍の第40師団・第49師団が高地への進撃を開始し、18日間に渡る戦闘の後5月15日に老山・者陰山の大部分を中国人民解放軍が占拠した。
6月12日〜7月10日の第二次戦闘では、ベトナム軍が老山の再占拠を試み、陣地防衛に当っていた中国人民解放軍2個中隊を全滅させるなどの戦果を挙げたが、中国人民解放軍は多連装ロケット砲による面制圧で対抗し、歩兵による反撃を試みた。ベトナム軍も同様に歩兵による突撃を行い、双方に大量の死傷者を出して戦闘は終止した。
7月12日〜7月14日の第三次戦闘では、ベトナム軍の本格的な反攻開始を想定した中国軍が、大量の砲・多連装ロケット砲を周囲に展開し、ベトナム側から侵入可能な経路全てを攻撃範囲に定めて待機している中で発生した。
ベトナム軍は各師団から抽出した6個連隊を白兵攻撃のために準備し、ソ連軍事顧問の指導下で7月12日未明に中国軍が占拠する高地陣地から500m下の麓に集結した。
ベトナム軍の攻撃は午前5時に開始され、ベトナム兵は高地陣地を目指して斜面を這い登った。
これに対して中国軍は徹底した砲撃を加えて反撃し、17時間に及ぶ戦闘の後に投入できる兵員が尽きたベトナム軍は、推定3,700名分の遺体を残して戦闘を中止し、大規模な戦闘は終結した。

## 軍事的影響
両山戦役は象徴的かつ限定された戦いだったが、中越双方の争奪ポイントが中国側に露出した地形だった事に助けられて、中国軍は砲兵による火力制圧のみで緒戦で獲得した地点の防衛に成功しており、中越対決の場としてこの地を選んだ楊得志の着眼点の正しさが中国軍を勝利に導いたと言える。
第三次戦闘はベトナム戦争における北ベトナム軍の肉弾攻撃とアメリカ軍の火力集中防御の激突と同様の展開をたどり、地形上の不利にもかかわらず陣地の奪回に固執して肉薄突撃を行ったベトナム軍は、4千名近い死者を出しながら老山陣地を放棄せざるを得なかった。
執拗に攻撃を続けたベトナム兵の突撃を阻止するために、大量の弾薬を砲兵に供給する必要に迫られた中国軍も、補給体制(主に輸送力)の貧弱さが露呈し、民間の車両まで動員してかろうじて補給を支えたとされ、経済的苦境にもかかわらず依然としてベトナム兵の士気は高いという事実は、中国軍の軍事的冒険への誘惑に一定の自制として作用した。
以降の中国は、ベトナム沖合の海洋利権確保を計画して南沙・西沙諸島への進出を図り、1988年3月にジョンソン南礁の衝突（スプラトリー諸島海戦）で再度ベトナムと交戦し、海上でも勝利を収めた。

## 政治的影響

### 中国
両山戦役は、改革開放路線の効果によって中国全体が活気を取り戻しつつあった時期に重なった事もあり、鄧小平の指導体制を翼賛するキャンペーンの一環として、全中国のマスコミが両山戦役の戦闘経過と勝利を大々的に伝えた。
中国側はこの戦いでの勝利を鄧小平指導部の功績として国威発揚の国内向け宣伝に大々的に利用した。

### ベトナム
中国側が軍民挙げて両山戦役の勝利に沸く姿を見て、中国人がベトナムに対して抱いている報復心理の根強さがベトナム側でも再認識された。
折からのカンボジアでの対ゲリラ戦における傷痍軍人や戦死者の増加といった社会的損失もあって、ベトナム社会には厭戦機運が醸成された。親ソ連派のレ・ズアン指導部が採る対中強硬姿勢への疑問も顕在化し始め、その死後に親中派のチュオン・チンやグエン・ヴァン・リンが指導部に返り咲く契機となった。

## その後の状況
その後、1985年〜1988年にかけて、改革開放路線による経済の蘇生と軍制改革の成果が現れつつあった中国軍と、長期にわたる経済不振に苦しむベトナム軍の力量は徐々に逆転しはじめた。
参照動画:ベトナム兵を生け捕りにする中国軍偵察部隊(1988年頃放送の番組)
中国軍は中越国境全域を訓練の場として位置付け、中国各地から選抜された部隊が交替で中越国境に送られ、ベトナム兵相手に実戦経験を積んだため、小規模な交戦は1988年頃まで継続して発生した。

## 中越関係の改善
1988年3月にベトナムのファム・フン首相が急死すると、1978年のベトナム軍によるカンボジア侵攻時にイニシアチブを取ったベトナム政府内の指導者は存在しなくなり、同年にはアフガニスタンからもソ連軍が撤退した。
改革開放路線の成功と日本・アメリカとの緊密な関係を通じて急速に国力を回復させた中国に対して、親ソ派のレ・ズアンが構築したソ連・ベトナムの同盟は既に劣勢となりつつあり、ベトナムは中国との関係改善を模索しはじめていた。
中越戦争開戦から10年が経過した1989年の旧正月に、中越間の辺境貿易が突然再開され、中越関係が急速に修復に向かうと、中国軍は老山・者陰山からの段階的撤退を開始し、1989年5月までに撤兵を完了させた。
中越国境で発生した最後の衝突は、ベトナム側が国境での警戒態勢を緩めた1989年春に発生した。
この事件では、中国側が占領を継続していた時期に高地上に設置したレーダー施設を巡って、ベトナム領内に大挙侵入した建設労働者の集団を、ベトナム公安当局が排除しようとして衝突が発生したが、中越双方ともに軍を投入せず建設労働者達が引き揚げた事で終結し、中国側がベトナム側の関係改善への真摯さを確認する最終的な試験となった。